# Florian Braakman
Florian Braakman (Velp, 1988) is een Nederlandse fotograaf en beeldend kunstenaar, woonachtig en werkzaam in Rotterdam. Zijn werk richt zich op thema's zoals gemeenschap, migratie en de betekenis van 'thuis'. Hij gebruikt fotografie als middel om contact te maken met mensen en om de wereld om hem heen te onderzoeken. Hij presenteert zijn werk in (audio) visuele installaties en publicaties.

## Biografie
Braakman studeerde in 2013 af aan de Koninklijke Academie van Beeldende Kunsten in Den Haag, met het project She Comes in Colors, dat als boek werd gepubliceerd. Na zijn afstuderen vestigde hij zich in de Rotterdamse wijk Delfshaven, een sociaal en cultureel diverse buurt die een centrale rol speelt in zijn werk. 

## Werk en projecten
Een doorlopend project van Braakman is Delfshaven's Finest (2013-heden), waarin hij zijn relatie met de wijk Delfshaven onderzoekt. Dit project heeft geleid tot verschillende deelprojecten, waaronder Broer (2017-heden), waarin hij mannen en jongens portretteert die hem op straat aanspreken met 'broer'. Dit werk verkent thema's als taal, straatcultuur, migratie en definitie van een familie. 
Een ander project is In Between Homes (2017-heden), waarin Braakman met zijn buren meereist naar hun landen van herkomst. Dit project onderzoekt de ervaringen van migratie en de betekenis van 'thuis'. 
In 2018 was Braakman de eerste kunstenaar in residentie bij Framer Framed's projectruimte Werkplaats Molenwijk. In samenwerking met buurtbewoners realiseerde hij de tentoonstelling 50 jaar Molenwijk, ter ere van het jubileum van deze wijk in Amsterdam-Noord. Onderdeel van dit project was de uitgave van een wijkkrant, die huis-aan-huis werd verspreid. 
Braakman's werk wordt gekenmerkt door een diepe betrokkenheid bij zijn directe omgeving en de gemeenschappen daarin, waarbij hij universele thema's verkent door middel van persoonlijke verhalen en ontmoetingen.

## Tentoonstellingen
In september 2024 opende zijn eerste solo tentoonstelling A Constellation Of Empathy, bij JOEY RAMONE in Rotterdam. In 2024-2025 werd Braakman geselecteerd als een van de Foam Talenten, een prestigieuze erkenning voor opkomende fotografen. Zijn werk werd tentoongesteld in Foam Fotografiemuseum Amsterdam, en opgenomen in de digitale tentoonstelling van Foam Talent 2024-2025. De afgelopen jaren werd zijn werk onder andere eveneens tentoongesteld in het Stedelijk Museum Schiedam (2018 / 2023), Nederlands Fotomuseum (2022), Jakarta International Photo Festival (2023), Salón Madrid (2022) en Prospects & Concepts van het Mondriaan Fonds (2019).

## Externe Links
- Officiële website
- Profiel bij Framer Framed
- Foam Talent 2024-2025

- International Standard Name Identifier: 0000 0005 1226 0800
- Nederlandse Thesaurus van Auteursnamen: 439160138
- Virtual International Authority File: 172168840511845400233